# Orencio y Paciencia
Orencio y Paciencia (Huesca, mitad del siglo III) fueron dos cristianos hispanorromanos padres de San Lorenzo de Huesca y, menos probablemente, de San Orencio de Auch. Son venerados como santos por la iglesia católica.

## Historicidad
Su historia es tardía y forma parte de un conjunto de tradiciones legendarias de difícil comprobación, tejidas en torno a la figura de San Lorenzo Mártir. El primer documento en el que constan es una bula de Clemente VII, de 1387, que concede indulgencia plenaria al que rece en el Santuario de Loreto, donde están enterrados.
Es probable que pudieran ser padres de Lorenzo, la historicidad del cual está comprobada, no obstante, la paternidad de San Orencio de Auch, que vivió en el siglo V es más bien dudosa, y probablemente sea un añadido a la tradición hecho con posterioridad, esta confusión de identidad puede que fuera debida a que el padre de San Lorenzo y el obispo de Auch eran tocayos.

## Biografía
Orencio era un labrador acomodado de Huesca, que se casó con una dama rica de la ciudad, Paciencia Señora de Loreto. Vivieron con austeridad, destinando su fortuna a la caridad y la beneficencia. Tuvieron dos hijos gemelos, San Lorenzo de Huesca y Orencio de Auch, que llegarían a ser canonizados. El papa Sixto II, mientras viajaba por la región, conoció a la familia y convivió con ellos; cuando se fue, se llevó a Roma a uno de los hijos, Lorenzo, para que hiciese carrera eclesiástica en la ciudad.
Cuando Paciencia murió, Orencio acompañó a su hijo Orencio a Tarbes, donde vivieron dedicados a la agricultura. Cuando fue nombrado obispo de Auch, el padre volvió a Huesca. Murió en olor de santidad, y fue sepultado en Loreto, al lado de su esposa.

## Veneración
Se les comienza a venerar como padres de Lorenzo, santo patrón muy venerado en la zona. Sobre el lugar de la granja se erige un santuario dedicado a la familia, documentado desde del 1102, que con el tiempo adquirió el nombre de la Madre de Dios de Loreto. De hecho, el nombre de Loreto era anterior y, posiblemente, Lorenzo, Laurentium, tenga que ver con el topónimo.